# Neuville-sur-Sarthe
Neuville-sur-Sarthe is een gemeente in het Franse departement Sarthe (regio Pays de la Loire). De plaats maakt deel uit van het arrondissement Le Mans. Neuville-sur-Sarthe telde op 1 januari 2022 2.463 inwoners.

## Geografie
De oppervlakte van Neuville-sur-Sarthe bedraagt 23,1 km², de bevolkingsdichtheid is 98,4 inwoners per km².

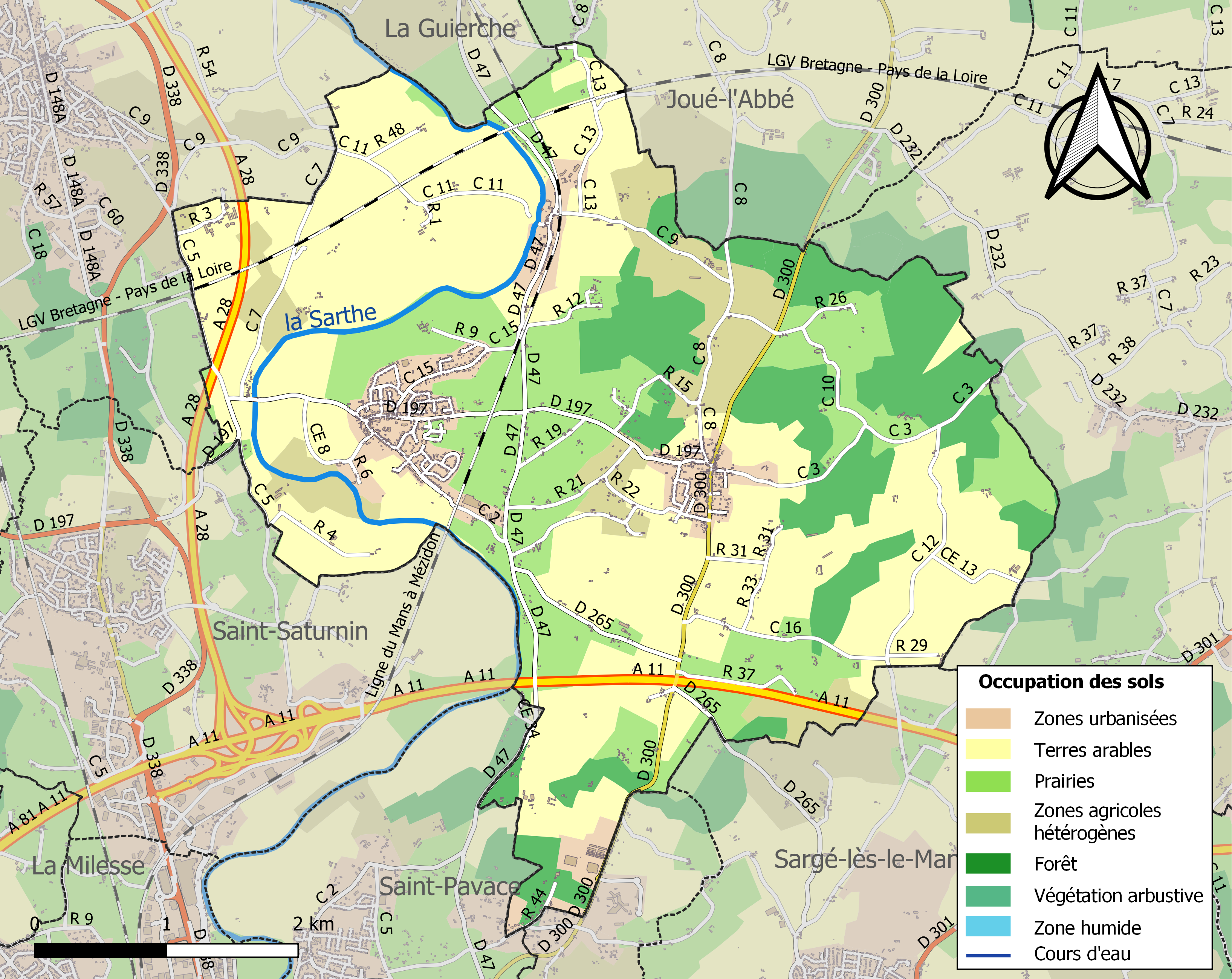
Kaart van de gemeente met de belangrijkste infrastructuur, bodemgebruik en omliggende gemeenten

## Geschiedenis
In 2010 werd bekendgemaakt dat een enorm Gallo-Romaans heiligdom, gewijd aan Mars, in Neuville gestaan moet hebben.

## Demografie
Onderstaande figuur toont het verloop van het inwonertal (bron: INSEE-tellingen).